# Saleh al-Dawod
Saleh Ibrahim Al-Dawod (arabe : صالح الداود) (né le 11 décembre 1968 à Dariya en Arabie saoudite) est un footballeur international saoudien.
Il évolue au poste de défenseur de la fin des années 1980 à la fin des années 2010 au sein du Al-Shabab.
Il compte douze sélections en équipe nationale et dispute la coupe du monde de 1994.

## Biographie

### Carrière de sélection
Avec l'équipe d'Arabie saoudite, il joue douze matchs pour aucun but inscrit entre 1992 et 1999, et est notamment dans le groupe des 23 lors de la Coupe des confédérations de 1992 et de 1999.
Il dispute également la coupe du monde de 1994.